# Lanmérin
Lanmérin är en kommun i departementet Côtes-d'Armor i regionen Bretagne i nordvästra Frankrike. Kommunen ligger i kantonen Tréguier som tillhör arrondissementet Lannion. År 2022 hade Lanmérin 573 invånare.

## Befolkningsutveckling
Antalet invånare i kommunen Lanmérin
Referens:INSEE